# Стоуні-Пойнт (Оклахома)
Стоуні-Пойнт (англ. Stony Point) — переписна місцевість (CDP) в США, в окрузі Секвоя штату Оклахома. Населення — 176 осіб (2020).

## Географія
Стоуні-Пойнт розташоване за координатами 35°34′0″ пн. ш. 94°40′38″ зх. д. / 35.56667° пн. ш. 94.67722° зх. д. (35.566660, -94.677182).  За даними Бюро перепису населення США в 2010 році переписна місцевість мала площу 58,87 км², з яких 58,79 км² — суходіл та 0,09 км² — водойми.

## Демографія
Згідно з переписом 2010 року, у переписній місцевості мешкало 238 осіб у 91 домогосподарстві у складі 71 родини. Густота населення становила 4 особи/км².  Було 100 помешкань (2/км²).
Расовий склад населення:
| - 68,9 % — білих - 21,4 % — корінних американців |

До двох чи більше рас належало 9,7 %. Частка іспаномовних становила 0,4 % від усіх жителів.
За віковим діапазоном населення розподілялося таким чином: 24,8 % — особи молодші 18 років, 57,6 % — особи у віці 18—64 років, 17,6 % — особи у віці 65 років та старші. Медіана віку мешканця становила 45,2 року. На 100 осіб жіночої статі у переписній місцевості припадало 91,9 чоловіків;  на 100 жінок у віці від 18 років та старших — 98,9 чоловіків також старших 18 років.
Середній дохід на одне домашнє господарство  становив 36 925 доларів США (медіана — 29 167), а середній дохід на одну сім'ю — 34 858 доларів (медіана — 27 143). За межею бідності перебувало 50,5 % осіб, у тому числі 71,7 % дітей у віці до 18 років та 0,0 % осіб у віці 65 років та старших.
Цивільне працевлаштоване населення становило 85 осіб. Основні галузі зайнятості: освіта, охорона здоров'я та соціальна допомога — 31,8 %, мистецтво, розваги та відпочинок — 12,9 %, будівництво — 10,6 %.